# Fausto Pari
Fausto Pari (Savignano sul Rubicone, 1962. szeptember 15. –) olasz labdarúgó, hátvéd.

## Pályafutása
1978–79-ben a Bellaria Igea, 1979 és 1981 között az Internezionale, 1982 és 1983 között a Parma, 1983 és 1992 között a Sampdoria labdarúgója volt. A Sampdoriával egy olasz bajnoki címet és három kupagyőzelmet ért el. Tagja volt az 1988–89-es idényben KEK-döntős, majd az 1989–90-es idényben KEK-győztes csapatnak. Az 1991–92-es idényben BEK-döntős volt az együttessel. 1992 és 1996 között a Napoli, 1996–97-ben a Piacenza, 1997–98-ban a SPAL, 1998 és 2000 között a Modena játékosa volt. 2000–01-ben a Forlì csapatában fejezte be az aktív játékot.

## Sikerei, díjai
Internezionale
- Olasz bajnokság (Serie A)
  - bajnok: 1979–80

 Sampdoria
- Olasz bajnokság (Serie A)
  - bajnok: 1990–91
- Olasz kupa (Coppa Italia)
  - győztes (3): 1985, 1988, 1989
  - döntős (2): 1986, 1991
- Olasz szuperkupa (Supercoppa Italiana)
  - győztes: 1991
  - döntős (2): 1988, 1989
- Bajnokcsapatok Európa-kupája (BEK)
  - döntős: 1991–92
- Kupagyőztesek Európa-kupája (KEK)
  - győztes: 1989–90
  - döntős: 1988–89
- UEFA-szuperkupa
  - döntős: 1990